# Szlichtynowie
Szlichtynowie – rodzina drukarzy działająca we Lwowie w XVIII wieku. 
Oficynę wydawniczą, publikującą głównie druki o tematyce religijnej, założył w 1755 roku Jan Szlichtyn. Od 1771 działalność, zalegalizowaną przywilejem z 20 lutego 1770, prowadzili Łukasz, Sebastian, Kazimierz i Piotr Szlichtynowie (najprawdopodobniej synowie Jana). W latach 1772–1774 oficyną kierował Łukasz Szlichtyn, w 1775 wyjechał jednak do Lublina, gdzie objął i przez rok prowadził pojezuicką drukarnię, najprawdopodobniej na zlecenie Komisji Edukacji Narodowej. W latach 1775–1785 warsztat we Lwowie prowadził Kazimierz Szlichtyn. 
Oprócz druków religijnych nakładem oficyny Szlichtynów ukazały się m.in. w 1758 Komedie Franciszka Bohomolca oraz w 1774 przekład Przypadków Robinsona Kruzoe Daniela Defoe.